# عماد زعترة
عماد زعترة (بالسويدية: Imad Zatara)‏ (1 أكتوبر 1984) لاعب كرة قدم فلسطيني سويدي، يجيد اللعب في مركز الجناح الأيمن ومهاجم.

## مهنة النادي

### المسيرة المبكرة
بدأ مسيرته المهنية في نادي إنتر أورهوي، وهو نادي مشهور بجلب لاعبين مثل غابرييل أوزكان وهينوك غويتوم.

### فاسالوندس وإسينغ
قضى مواسمه الستة الأولى في نادي إسينغ [الإنجليزية] ومقره ستوكهولم (الذي دُمج مع نادي فاسالوندس في عام 2003)، ولم يستغرق الأمر وقتًا طويلاً حتى أصبح أحد أهم لاعبي الفريق وأحد أبرز لاعبي الدوري السويدي الدرجة الثالثة.

### برومابويكارنا
في عام 2007، انتقل إلى نادي آخر في ستوكهولم، نادي برومابويكارنا الذي كان على وشك لعب موسمه الأول في الدوري السويدي الممتاز. ولكن لسوء الحظ، عانى الفريق وانتهى في نهاية الترتيب وهبط إلى سوبرتان، ولم يحصل على العديد من الفرص في التشكيلة الأساسية وكان كثير من الأحيان يجلس على مقاعد البدلاء.

### زالايغيرزيغي تورنا إغيليت
بعد تجربة استمرت لمدة أسبوع تقريبًا في أوائل عام 2008، حصل على عقد مع النادي المجري زالايغيرزيغي. وسرعان ما أصبح لاعبًا مهمًا في الفريق، سجل ثلاثة أهداف في 12 مباراة واحتل النادي المركز السابع في البطولة الوطنية المجرية.

### سيريانسكا
وقع عقداً مع نادي سيريانسكا في أوائل عام 2009، وقد أمضى موسمين مع النادي وكان دائمًا جزءًا مهمًا جدًا من الفريق، الذي أنهى دوري سوبرتان في المركز الرابع في نفس العام.

### نيم
في فبراير 2010 وقع عقد إعارة مع نادي الدرجة الثانية الفرنسي نيم أولمبيك، ظهر لأول مرة ضد لوهافر في 12 فبراير 2010 وتمكن أيضًا من تسجيل هدفه الأول والوحيد خلال فترة وجوده في النادي، لعب ست مباريات مع النادي وعاد إلى نادي سيريانسكا بعد الموسم.

### صنعت نفط
في 23 ديسمبر 2011، وقع عقدًا لمدة ستة أشهر مع نادي صنعت نفط الإيراني، ليصبح أول فلسطيني يلعب في إيران.

### أتفدابيرجس
في 26 يوليو 2012، عاد إلى السويد مع نادي أتفدابيرجس الصاعد حديثًا. وفي عام 2013، سجل تسعة أهداف مما جعله ثاني أفضل هداف في الدوري السويدي، خلف الفلسطيني عماد الخليلي.

### الأهلي البحريني
توقع عقدًا مع نادي الأهلي البحريني ولعب معه في دوري الدرجة الأولى البحريني حتى نهاية موسم 2016.

## مهنة دولية
اتخذ قرار اللعب لبلده، فلسطين. وظهر أول مرة في عام 2004 ضد العراق، وسجل هدفه الدولي الأول. أستدعي أيضا إلى منتخب فلسطين في عام 2010. وقاد الفريق الوطني لأول مرة في مباراة ودية ضد ماليزيا.

## الأهداف الدولية
| # | التاريخ        | المكان            | الخصم  | الأهداف | النتيجة | البطولة                                |
| - | -------------- | ----------------- | ------ | ------- | ------- | -------------------------------------- |
| 1 | 16 نوفمبر 2004 | الدوحة، قطر       | العراق | 1–4     | 1–4     | تصفيات كأس العالم 2006                 |
| 2 | 14 ديسمبر 2011 | الدوحة، قطر       | ليبيا  | 1–1     | 1–1     | كرة القدم في دورة الألعاب العربية 2011 |
| 3 | 14 ديسمبر 2012 | الفروانية, الكويت | عمان   | 1–2     | 1–2     | بطولة اتحاد غرب آسيا لكرة القدم 2012   |

## الإنجازات

### الأهلي
- كأس الاتحاد البحريني (1): 2016.[6]

## روابط خارجية
- عماد زعترة على موقع اتحاد السويد (السويدية)
- عماد زعترة على موقع قاعدة بيانات كرة القدم.إي يو (الإنجليزية)
- عماد زعترة على موقع ناشيونال فوتبول تيمز (الإنجليزية)
- عماد زعترة على موقع Soccerway.com (الإنجليزية)